# NGC 213
NGC 213 là một thiên hà xoắn ốc nằm trong chòm sao Song Ngư. Nó được phát hiện vào ngày 14 tháng 10 năm 1784 bởi William Herschel.